# Belle Vie en Auge
Belle Vie en Auge é uma comuna francesa na região administrativa da Normandia, no departamento de Calvados. Estende-se por uma área de 23,57 km². Em 2010 a comuna tinha 543 habitantes (densidade: 23 hab./km²).
A municipalidade foi estabelecida em 1 de janeiro de 2017 e consiste na fusão das antigas comunas de Biéville-Quétiéville e Saint-Loup-de-Fribois. A comuna tem sua prefeitura em Biéville-Quétiéville.